# 482

## Evenimente
- Revolta georgiano-armeană condusă de regele georgian Vahtang I. Gorgasali împotriva Persiei

## Nașteri
- 11 mai: Iustinian I împărat bizantin (d. 565)

## Decese
- 8 ianuarie: Severin de Noricum cetățean roman, misionar creștin (n. 410)